# 刘瞻
劉瞻（？—874年9月29日），字幾之，唐代连州人。
祖先原居彭城（今江苏徐州市），其父刘景曾師從刘禹锡。劉瞻自小“奇伟，有文学，才思敏捷”，太和初进士。娶李德裕孙女为妻。四年（830年），又中博学宏词科。大中十二年（858年）得宰相刘瑑的赏识，推薦为翰林学士，咸通元年（859年），盐铁转运使徐商聘用为参军。咸通六年（865年）十月，復為翰林学士，转水部员外郎。隔年三月授太原（今屬山西）少尹。咸通九年（868年）五月，拜中书舍人。咸通九年九月拜户部侍郎。咸通十年（869年）六月，以中书侍郎同中书门下平章事，是繼张九龄、姜公辅之後第三位在嶺南出身的宰相。咸通十一年（870年）八月，同昌公主病亡，唐懿宗认为是御医医治不力，下令将韩宗劭、康仲殷等二十多御醫全部诛杀，這还不肯罢休，“悉收捕其親族三百餘人系京兆獄”。諫官不敢言，刘瞻跟京兆尹温璋竭力劝阻，懿宗大怒，將刘瞻贬康州（今广东德庆）刺史，再贬驩州（越南榮市）擔任司户参军，還牽連了僚属郑畋等贬远州司户，史称“咸通十司户”。臨行之日，老百姓掩泪送别。韦保衡、路巖打算在途中追殺之，幸賴贤臣张允伸等敬重刘瞻，联名上疏论理，才不敢下手。
咸通十四（874年）年，懿宗迎佛骨入宫，遇赦移官廉州（今广西合浦）刺史。七月，唐僖宗即位，十月大赦天下，徙虢州（今河南灵宝）刺史。乾符元年（874年）二月，召复刑部尚书，五月，加中书侍郎、同中书门下平章事。是年八月初，宰相刘邺於鹽鐵院宴请劉瞻，回家後生病，十四日去世。郑畋草《刘瞻荆南节度平章事制》称“安数亩之居，仍非已有；却四方之赂，惟畏人知”。有子刘赞。曹溪六祖七传弟子光化大师是劉瞻次子。而据《新唐书·宰相世系表》，刘瞻有三子：刘滉，字鑒源；刘陟；刘延賞，渭南尉，右拾遺。

## 延伸阅读
[在维基数据编辑]
 《舊唐書/卷177》，出自刘昫《舊唐書》